# Lisa Wingate
Lisa Wingate est une écrivaine américaine née en Allemagne en 1965.

## Biographie
Jeune, Lisa est inspirée par une enseignante qui lui disait qu’elle pouvait devenir écrivain, un jour. Lisa vit et écrit au Texas. Before We Were Yours est resté sur la liste des best-sellers du New York Times pendant 54 semaines et s’est vendu à plus de 2 millions d’exemplaires. Wingate a écrit plus de trente romans.
Le scandale de la Tennessee Children’s Home Society qui impliquait l’enlèvement d’enfants et leur adoption illégale est devenu le sujet de son roman de 2017, Before We Were Yours. En octobre 2019, Lisa Wingate et Judy Christie publient le livre Before and After : The Incredible RealLife Stories of Orphans Who Survived the Tennessee Children’s Home Society, un témoignage sur le même sujet.

## Récompenses
- Pat Conroy Southern Book Prize[4]
- Oklahoma Book Award
- RT Booklovers Reviewer's Choice Award
- 2017 : Goodreads Choice Awards pour Before We Were Yours[5]
- Before and After fut finaliste en 2019 des Goodreads Choice Awards for Non-Fiction History and Biography.

## Œuvres

### Romans
- Série Tending Roses 
  - Tending Roses (2001)
  - Good Hope Road (2003)
  - The Language of Sycamores (2005)
  - Drenched in Light (2006)
  - A Thousand Voices (2007)

- Série Texas Hill Country 		
  - Texas Cooking (2003)
  - Lone Star Cafe (2004)
  - Over the Moon at the Big Lizard Diner (2005)

- Série Blue Sky Hill books		
  - A Month of Summer (2008)
  - The Summer Kitchen (2009)
  - Beyond Summer (2010)
  - Dandelion Summer (2011)

- Série Daily, Texas  		
  - Talk of the Town	(2008)
  - Word Gets Around	(2009)
  - Never Say Never (2010)

- Série Moses Lake 
  - Larkspur Cove (2010)
  - Blue Moon Bay (2012)
  - Firefly Island (2013)
  - Wildwood Creek (2014)

- Série Carolina Chronicles		
  - The Sea Glass Sisters (2013)
  - The Prayer Box (2013)
  - The Tidewater Sisters (2014)
  - The Story Keeper	(2014)
  - The Sandcastle Sister (2015)
  - The Sea Keeper's Daughters (2015)
  - Sisters (2016)

- Outer Banks (nouvelles)		
  - A Sandy's Seashell Shop Christmas (2014)

- Romans indépendants		
  - Before We Were Yours	(2017) [Les enfants du fleuve][6],[7]
  - The Book of Lost Friends	(2020) [Les chemins de la liberté][8]

### Essais
- Before and After, avec Judy Christie (2019)